# 布里斯·迪兰
布里斯·迪兰（法語：Brice Dulin；1990年4月23日—）是一位法國橄欖球運動員。他是法國國家橄欖球隊的一員，代表法國參加了2015年世界盃橄欖球賽。